# ハヨーク (ビーラ・ツェールクヴァ地区)
ハヨーク（ウクライナ語：Гайо́к；意訳：「小林」）は、ウクライナのキーウ州ビーラ・ツェールクヴァ地区にある村。1923年に創建された。面積は約0.4km²（2005年）。人口は374人（2005年）。古名はスィドルィー（Сидори；意訳：「スィドルの村」）。